# Парламентські вибори в Ісландії 2009
Позачергові парламентські вибори в Ісландії відбулись 25 квітня 2009 року. Стали результатом громадського тиску через фінансову кризу. В результаті виборів було сформовано коаліційний уряд на чолі з Йоганною Сігурдардоттір.

## Результати
Результати парламентських виборів в Ісландії 2009 року
| Партії                      | Голоси  | %     | +/-     | Місця | +/- |
| --------------------------- | ------- | ----- | ------- | ----- | --- |
| Соціал-демократичний альянс | 55 758  | 29.79 | ▲ 3.03  | 20    | ▲ 2 |
| Партія незалежності         | 44 371  | 23.70 | ▼ 12.94 | 16    | ▼ 9 |
| Ліво-зелений рух            | 40 581  | 21.68 | ▲ 7.33  | 14    | ▲ 5 |
| Прогресивна партія          | 27 699  | 14.80 | ▲ 3.08  | 9     | ▲ 2 |
| Громадянський рух           | 13 519  | 7.22  |         | 4     |     |
| Ліберальна партія           | 4 148   | 2.22  | ▼ 5.04  | 0     | ▼ 4 |
| Демократичний рух           | 1 107   | 0.59  |         | 0     |     |
| Разом                       | 193 975 | 100 % | 100 %   | 63    | 63  |